# 14 Years
«14 Years» es una canción de la banda de hard rock estadounidense Guns N' Roses, de su álbum de 1991 Use Your Illusion II, escrita por los miembros de la banda Axl Rose e Izzy Stradlin.

## Contexto lírico
La canción es una de las pocas canciones de Guns N 'Roses cantadas casi por completo por Izzy Stradlin con Axl Rose cantando el coro.
«14 Years» se ha interpretado solo en vivo cuando Izzy Stradlin está en la banda (incluso como invitado). Se ha especulado que se trata de la amistad de Rose y Stradlin, con personas que señalan que se conocían desde hacía 14 años cuando la canción estaba supuestamente escrita, sin embargo el tiempo en el que esta fue escrita y el contexto de la misma hacen ilógica esta afirmación. 
Es más probable que esta canción sobre un tipo que ha tenido una larga relación con una chica que ha sido una carga constante para él y que deja salir todos sus sentimientos en esta canción. Izzy era todavía muy joven cuando escribió esta canción y nunca tuvo tal relación de su propia así que debe haber utilizado la relación de otra persona como una inspiración para esta canción.
Una demo anterior tenía letras diferentes. Sin embargo, el primer verso y el coro solo se modificaron ligeramente, mientras que el segundo y tercer versos recibieron un cambio de imagen completo. Partes del segundo verso de la demo serían usadas en el tercer verso de la versión final, mientras que el tercer verso de la demostración es una versión ligeramente modificada del primer verso de la demostración.
La canción fue parte de la lista de conciertos en algunos conciertos en vivo en 2012 con Izzy Stradlin.